# گره حلقه‌ساز

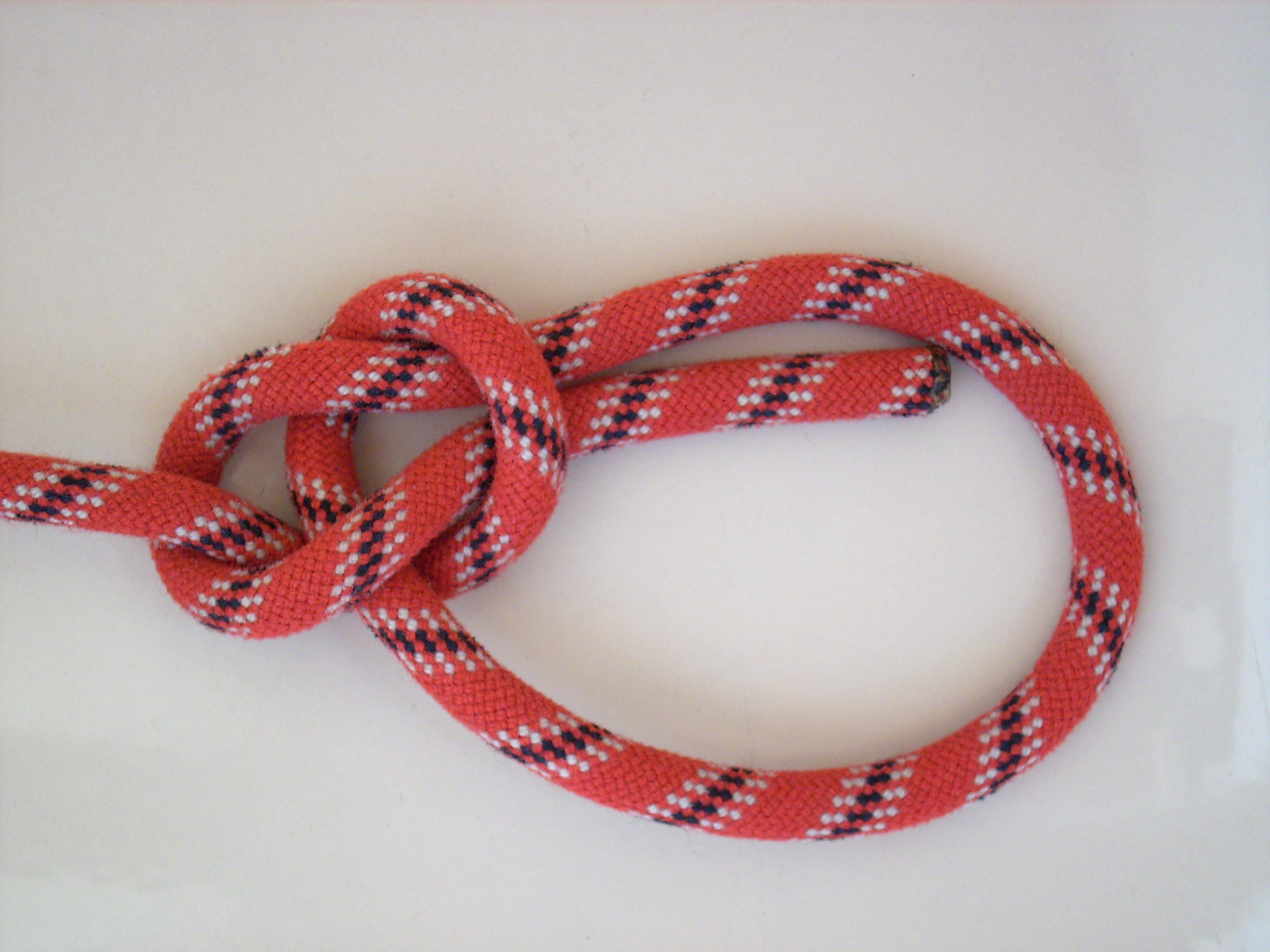
گره حلقه‌ساز

گره حلقه‌ساز گرهی است که با چرخاندن سر طناب و ایجاد یک حلقه بر روی قسمت ثابت بسته می‌شود.
گره حلقه‌ساز گونه‌ای گره با پیشینه باستانی است که برای درست کردن حلقه‌ای ثابت در انتهای طناب به کار می‌رود. این گره به ویژه در کوهنوردی و دریانوردی کاربرد دارد. حسن این گره در آنست که به راحتی می‌توان آن را باز کرد و حلقه آن نیز در زیر بار کوچک یا بزرگ نمی‌شود. عیب آن این است که اگر زیر بار نباشد تمایل به باز شدن دارد که با زدن یک گرهٔ ضامن این نگرانی را می‌توان از بین برد.
از دیگر کاربردهای آن می‌توان به اتصال طناب به گره ستامی و درست کردن گره ستامی بر روی بدن نیز اشاره کرد.

## نگارخانه

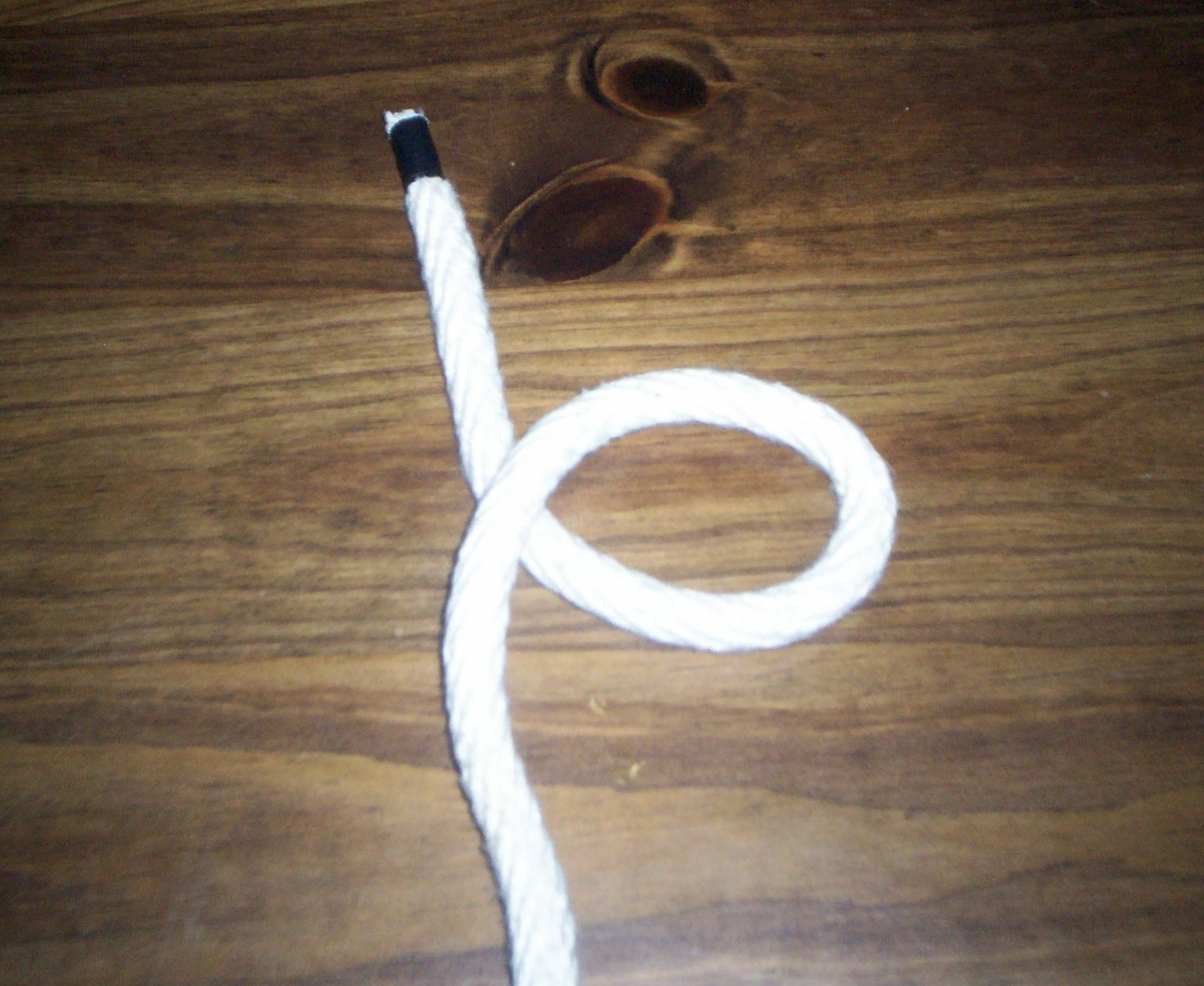
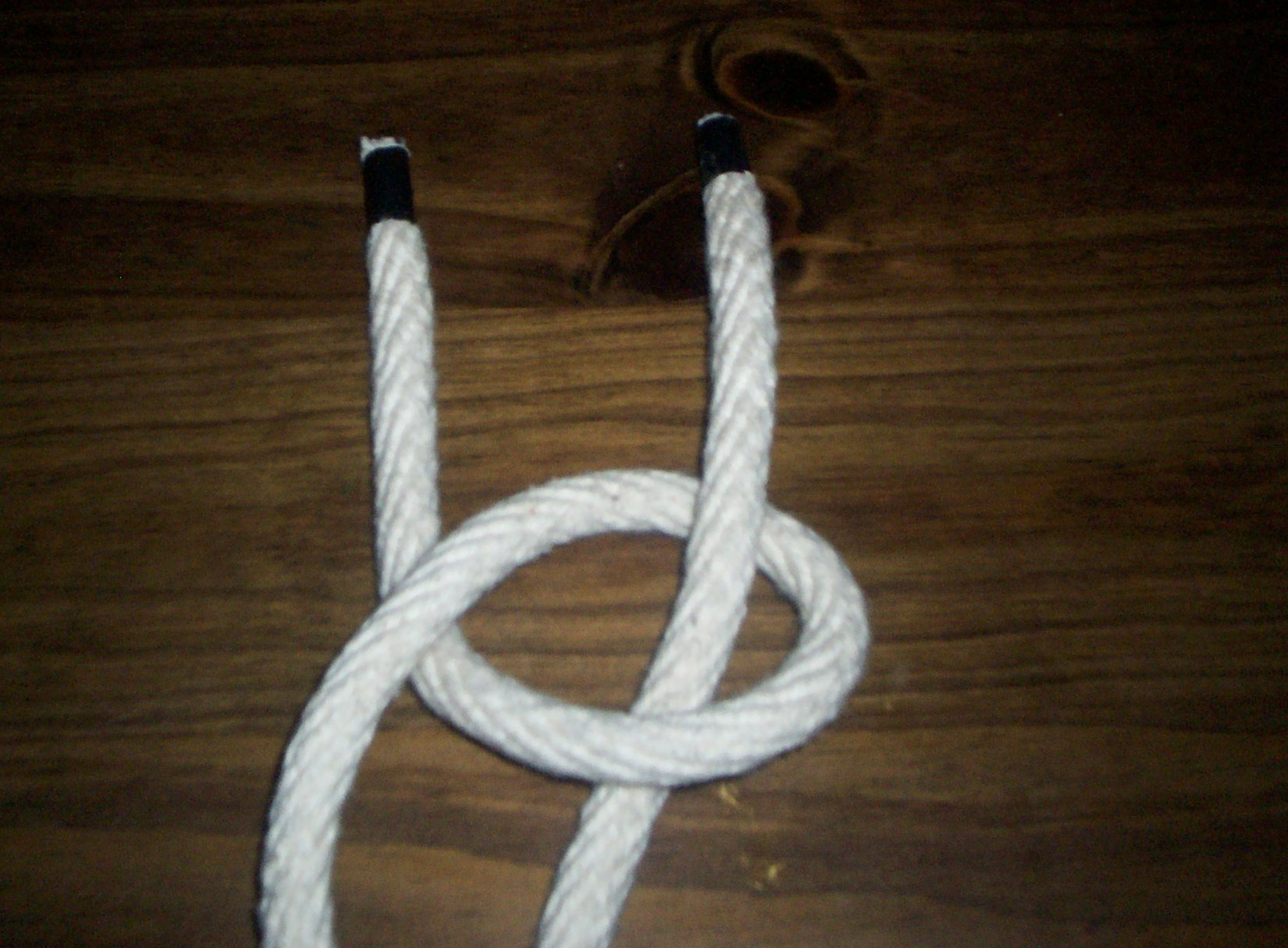
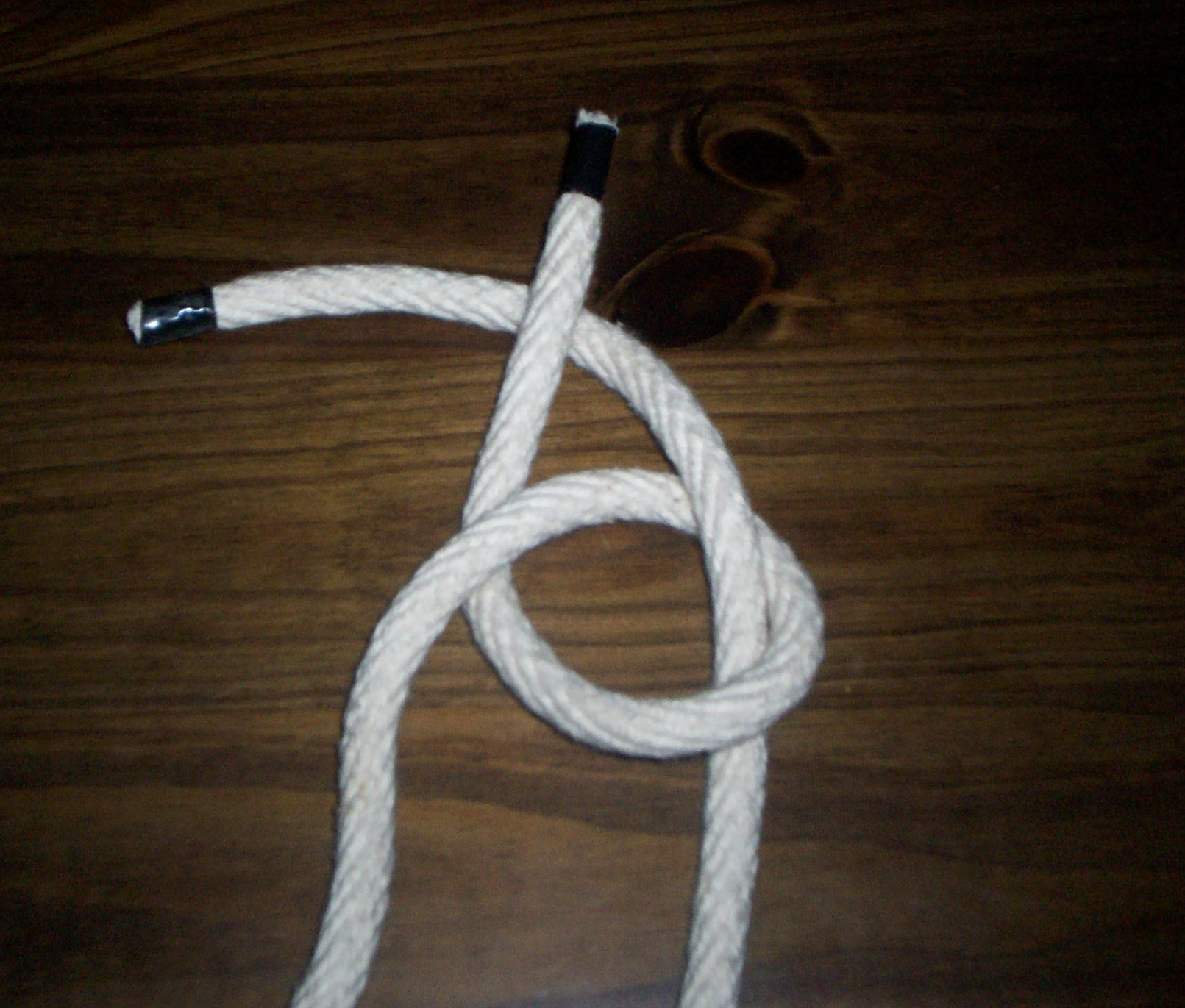
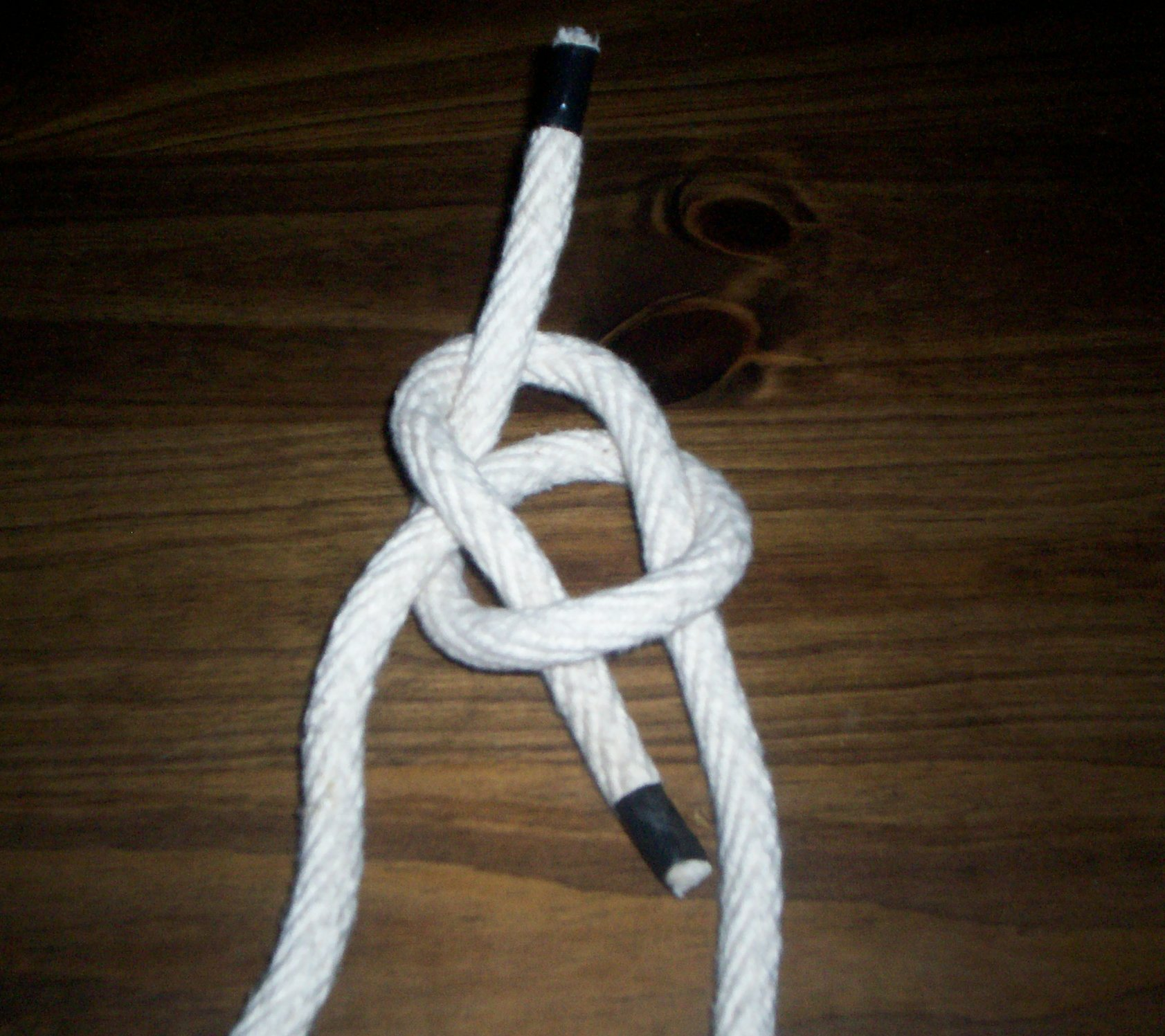
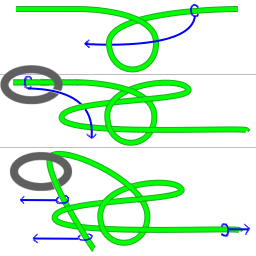